# Necip Fazıl Kısakürek
Ahmet Necip Fazıl Kısakürek (n. 26 mai 1904, Constantinopol, Imperiul Otoman – d. 25 mai 1983, Istanbul, Turcia) a fost un poet, scriitor și gânditor turc, popular pentru convingerile sale islamiste, naționaliste și conservatoare. 

## Viața

### Familia și copilăria
N. Fazil s-a născut la Istanbul într-o familie venıtă din Maraș, sud-estul Anatoliei. Tatăl său, Abdulbaki Fazil Bey, în acea perioadă era student la drept, a deținut numeroase funcții ca procuror de Gebze și judecator în Kadıkoy. Mama sa este Mediha Hanim fiica unor emigranți din insula Creta. Necip este unicul copil al familiei, numele  Necip este pus în memoria străbunicului patern Necip Efendi.
Copilăria și-a petrecut-o în conacul bunicului  din Çemberlitaş. A fost un copil bolnăvicios. La vărsta de 5 ani cu ajutorul bunicului învață să citească și bunica Zafer îi insuflă  plăcerea pentru a citi. Educația primară o începe la Școala franceză, dar în 1912 este transferat  la Colegiul Robert, dar de aici este exmatriculat din cauza indisciplinei. Este înscris la Școala de mahala Emin Efendi din Büyükdere, iar apoi la școala internat „Rehber-i Ittihat”. Aici se  cunoaște cu Peyami  Safa cu care va lega o strânsă prietenie. După moartea surorii Sema familia se va muta pe insula Heybeli din Marea Marmara.

### Școala de Marină Militară
În anul 1916 intră cu examen la Academia Navală. A studiat cinci ani la această școală la care predau cei mai străluciți profesori ai vremii Yahya Kemal Beyatlı, Ahmet Hamdi Haseki și Hamdullah S. Tanrıöver. La aceeași școală studia și Nazim Hikmet Ran fiind cu doua clase mai mare decât el. La școală Necip începe să fie interesat de poezie și învață limba engleză. Redactează o revistă  sâptămânală într-un singur exemplar și scrisă de mână ”Nihal”. În timpul ocupației de după Primul Război Mondial se refugiază împreună cu  familia la unchiul său dın Erzurum.

### Universitatea
În anul 1921 se înscrie la secția de filosofie a viitoarei Universități Istanbul „Darülfünun”. La universitate se împrietenește cu Ahmet Haşim, Yakup Kadri și Ahmet Kutsi. În revista lui Yakup Kadri îi sunt tipărite primele poezii. În anul 1924 Ministerul Educației face un concurs pentru a trimite studenți la studiu în Europa. În urma rezultatului de la examen Necip Fazıl este declarat absolvent și obține o bursă la Paris.

### Viața de la Paris
N. Fazıl se înscrie la Secția de Filosofie a Universități Sorbona, aici se cunoaște cu Henri Bergson. La Paris duce o viață boemă și este atras de jocurile de noroc. După un an îi este anulată bursa fiind obligat să se reîntoarcă în țară.

### Perioada până în 1934
N. Fazıl și-a continuat modul de viață boem și la Istanbul. În anul 1925 a tipărit primul volum de poezie  Pânza de păianjen. S-a angajat în  domeniul bancar la o bancă olandeză apoi trecând la Banca  Otomană. În 1928 lansează cel de–al doilea volum de poezie ”Kaldırımlar”  („Caldârâmurile”) , un adevărat succes. Pe atunci avea 24 de ani. În vara lui 1929 se mută la Ankara obținând un post de contabil șef la Türkiye Iş Bankası. A lucrat  9 ani la această bancă ajungând chiar inspector bancar. În această perioadă reușeste să stabilească legături cu elita politică de la Ankara. Între 1931 și 1933  a efectuat stagiul militar în diferite zone ale Turciei după care a revenit  la Ankara.  Lansează cel de al treilea volum de poezie „Eu și dincolo”.

### 1934-1943
Până în anul 1934 este cunoscut doar ca poet și ziarist în special în centrul de presă  de la Sublima Poartă. În acel an 1934, Necip îl cunoaște pe misticul Abdulhakim Arvasi, un shaykh învățat din confreria sufi Naqshabandiyyah. Acesta ținea predici în Moscheea Kaşgari de lăngâ cimitirul Eyup, Istanbul. În urma predicilor sale, Necip cunoaște o transformare a gândirii, apropiindu-se de islam. Poeziile lui Necip încep să aibă o tentă de mistică. Prima operă este piesa de teatru„ Tohum- Sămânța având ca subiect ideii islamice și turcice. Piesa a fost pusă în scenă de Muhsin Ertuğrul la Teatrul Orășenesc din Istanbul. Critica a primit cu bine opera, dar publicul larg nu a fost încântat de ea. În anul 1936 cu finațare din partea Băncii Turkiye Iş începe să scoată revista Agac Mecmuasi la Ankara, dar după șase numere se mută la Istanbul. Revista apare doar pentru 16 numere. În 1937 scrie piesa „Să creez un om” care este pusă în scena la Teatru Orășenesc din Istanbul. Piesa este primită bine de public. În 1938 renunță la slujba din sectorul bancar și se angajează ca ziarist la ziarul Haber Gazetesi. Mai primește o slujbă la Conservatorul din Ankara, dar renunță cerând o slujbă la Istanbul. Predă literatură la Academia de Arte Mimar Sinan și Colegiul Robert. În 1941 se căsătorește cu  Fatma Neslihan Balaban cu care are cinci copii Mehmed, Omer, Ayşe, Osman și Zeynep. În 1942 este înrolat pentru 45 de zile din cauza războiului. În timpul acesta scrie un articol politic pentru care este condamnat la închisoare. Este închis pentru prima dată în închisoarea Sultanahmet.

### 1943-1949
După 1943 Necip Fazıl începe să critice situația politică și modelul secular și occidental ales de modernizare al Turciei. Își începe opozitia cu primul număr al revistei Büyük Doğu- Marele Răsărit. Acestă revistă era unica revistă cu subiect islamist. În prima perioadă mare parte a scriitorilor islamiști au publicat în ea, dar cu timpul Necip Fazıl începe să domine conținutul sub diferite pseudonime. Revista este închisă pentru prima dată în decembrie 1943 pentru că avea conținut profund tradiționalist și religios. Articolele elogiau moștenirea otomană, islamul și criticau kemalismul. În paralel, Necip este dat afără de la Academia de Arte Mimar Sinan. Revista își reia activitatea în februarie 1944, dar este închisă iar în luna mai cu o hotărâre de guvern pe motivul că  îndruma poporul spre nesupunere. Necip Fazıl este înrolat în armată pentru a doua oară și este trimis în surghiun. Pe 2 noiembrie 1945 revista își reia apariția și începe sa aibă în mare parte un cuprins religios. Pe 13 decembrie 1947 revista este iar închisă pe motivul că instiga poporul la revoltă sângeroasă și Necip Fazıl este arestat. În primăvara lui 1947 revista își reia apariția, dar  pe 6 Iunie din cauza unui articol revista este iar închisă. Necip și soția, proprietara legală a revistei, sunt arestați și judecați sub acuzația de  propagandă pentru restaurarea sultanatului. Este arestat pentru o lună și 3 zile și este achitat de acuzații.  În 1947 în perioada când a fost închisă revista Büyük Doğu Necip Fazıl scoate o revistă umoristică Borazan-Trompeta. În 1948 în urma recursului de la Curtea de Casație care a anulat achitarea. Necip este obligat să își vândă toate obiectele din casă pentru a supraviețui.

### Asociația Büyük Doğu
Pe 28 iunie 1949 a inaugurat Asociația Büyük Doğu. În timp ce se întorcea de la inaugurarea primei filiale de la Kayseri Necip Fazil este arestat din cauza unui articol. În luna mai 1950 Curtea de Casație anulează achitarea legătă de înjosirea poporului turc. Este arestat și încarcerat împreună cu soția sa. După victoria Partidului Democrat este prima persoană eliberată din închisoare. A fost eliberat pe 15 iulie iar pe 18 august a reînceput tipărirea revistei.  În revistă apare  o scrisoare deschisă adresată lui Adnan Menderes, căruia îi propune să își organizeze partidul după modelul islamist. Pe 22 martie 1951 Necip Fazil este arestat într-un cazinou pentru 19 ore. Necip a susținut în prima fază că dorea să facă un reportaj, dar peste ani își va schimba declarația spunând că se afla acolo în căutarea unui bodyguard. Pe 30 martie 1951 înainte ca revista să ajungă la vânzare printr-o hotărâre judecătărească  sunt adunate toate exemplarele. Necip este arestat pentru 19 zile și  primește o pedeapsă de 9 luni și 12 zile. Necip Fazil desființează asociația pe data de 26 mai 1951. Au existat zvonuri că a desființat-o pentru că a primit bani din partea statului. Pe 15 iunie 1951 a tipărit programul partidului pe care plănuia să-l înființeze Partidul Büyük Doğu. În numarul din iunie 1951  al revistei Necip anunța închiderea ei cu scopul de a scoate un ziar zilnic al turcilor musulmani. Ziarul Büyük Doğu a început să apară pe data de 16 noiembrie 1951. Din cauza unor procese mai vechi Necip Fazıl a petrecut în 1957 8 luni și 14 zile la închisoare. În 1958 la cererea Clubului Jockey din Turcia a scris opera „Simfonia Calului”. După lovitura de stat din 1960 Necip Fazil este închis 4,5 luni în cazarma  Balmumcu  iar în ziua când urma să fie eliberat este arestat și transferat la închisoarea Topkapı unde petrece un an și 65 de zile după care este eliberat pe data de 18 decembrie 1961.

### Viața după 1960
După ce a fost eliberat a început să scrie în diferite ziare și să susțină conferințe în toată Turcia. În 1973 a fost în pelerinaj la Mecca și l-a pus pe fiul său Mehmed să înființeze Editura Büyük Doğu  prin care a început să reediteze  o parte din scrierile sale. În 1980 a primit  din partea Fundației de Literatură Turcă titlul de Sultan al Poeților. În 1981 s-a retras în casa sa din Erenköy pentru a scrie„ Atlasul de credintă și Islam”. A mai fost o dată condamnat pentru înjosirea personalitații lui Ataturk chiar dacă comisia care a studiat cazul s-a opus pentru motivul că in opera sa nu exista această înjosire. Motivarea condamnarii a fost că Necip Fazıl are înclinație spre înjosire. În această perioadă l-a sfătuit pe Turgut Özal care începea să fondeze un nou partid. A murit în casa sa pe data de 25 mai 1983 și este înhumat în cimitirul Eyüp.

## Ideile politice
În special după 1934 a început să fie interesat de viața politică a Turciei, susținând  unele acțiuni precum evenimentele din 5-7 Septembrie. În această perioadă ideile sale au fost acceptate de Asociația Națională a Studenților Turci. În perioada Razboiului Rece a fost dintre autorii anticomuniști. Revista Büyük Doğu a reprezentat o platformă pentru lansarea convingerilor sale islamiste. Necip era adeptul ideii de "islamizare de sus a societății", cu ajutorul guvernului. Islamiștii trebuiau să preia puterea pentru a schimba societatea. A propus islamul politic ca o alternativă la marxism, capitalism și kemalism. Un naționalism islamic, opus celui secularist. De asemenea, Necip avea o retorică antisemită, considerându-i pe evrei principalii responsabili pentru declinul Imperiului Otoman și situația politică tulbure din Turcia.

## Criticile
Necip Fazıl pentru a susține ideile sale a încercat să creeze propria rețea media pentru acest lucru a încercat sa influențeze Partidul Democrat în speranța ca acesta să îi asigure partea finaciară. A scris o scrisoare lui Aydin Menderes în care îi cere ajutor finaciar.  În procesul intentat lui Aydın Menderes după lovitura de stat din 1960 Necip Fazil apare cu o sumă de 147.000 de lire plățiti  din bugetul secret al primului ministru
.

## Opera
- Örümcek Ağı- Pânză de păianjen (1925)
- Kaldırımlar- Caldârâmurile (1928)
- Ben ve Ötesi- Eu și dincolo (1932)
- Birkaç Hikaye Birkaç Tahlil- Câteva poezi, câteva analize (1933
- Tohum- Sămânța (1935)
- Beklenen- Așteptarea (1937)
- Bir Adam Yaratmak- A crea un om (1938)
- Künye- Etiketa (1938)
- Sabır Taşı- Piatra răbdării (1940)
- Namık Kemâl-  (1940)
- Çerçeve- Rama (1940)
- Para- Banul (1942)
- Vatan Şairi Nâmık Kemâl- Poetul național Namik Kemal (1944)
- Müdafaa- Apărarea (1946)
- Halkadan Pırıltılar (Veliler Ordusundan)- Sclipirii ale poporului (1948)
- Nam- Renume (1949)
- Çöle İnen Nur (İzinsiz Baskı)- Lumina coborătâ în deșert (1950)
- 101 Hadis (Büyük Doğu'nun 1951'de verdiği ek)- 101 Hadithuri  (1951)
- Maskenizi Yırtıyorum - Demascarea(1953)
- Sonsuzluk Kervanı- Caravana infinitului (1955)
- Cinnet Mustatili (Yılanlı Kuyudan) (1955)
- Mektubat'tan Seçmeler- Srisori alese (1956)
- At'a Senfoni- Sinfinia calului (1958)
- Büyük Doğu'ya DOĞRU (İdeolocya Örgüsü)- Spre Marele răsărit (1959)
- Altun Halka (Silsile)= Zaua de aur (1960)
- O ki O Yüzden Varız (Çöle İnen Nur) Din cauza Sa suntem (1961)
- Çile- (1962)
- Her Cephesiyle Komünizm - Cu toate fețele comunismul(1962)
- Türkiye'de Komünizm ve Köy Enstitüleri- Comunismul ăn Turcia și Institutele sătești(1962)
- Ahşap Konak (Büyük Doğu'nun 1964'te verdiği ek)- Conacul de lemn (1964)
- Reis Bey= Căpitanul (1964)
- Siyah Pelerinli Adam (Büyük Doğu'nun 1964'te verdiği ek- Omul cu pelerina neagră(1964)
- Hazret- Domnul (1964)
- İman ve Aksiyon- Credință și acțiune (1964)
- Ruh Burkuntularından Hikayeler- Povești din întorsăturile sufletului (1965)
- Büyük Kapı (O ve Ben)- Poarta cea mare (1965)
- Ulu Hakan II. Abdülhamid Han- Abdulhamit -Conducătorul suprem   (1965)
- Bir Pırıltı Binbir Işık- O sclipire și o mie și una de lumini (1965)
- Tarih Boyunca Büyük Mazlumlar I- Marii oropsiți dea lungul istoriei I (1966)
- Tarih Boyunca Büyük Mazlumlar II-  Marii oropsiți dea lungul istoriei II (1966)
- Büyük Kapı'ya ek (Başbuğ Velilerden)- Anexă la poarta cea mare   (1966)
- İki Hitabe: Ayasofya / Mehmetçik- Două prelegeri: Hagia Sofya și Soldatul   (1966)
- El Mevahibü'l Ledüniyye (1967)
- Vahidüddin (1968)
- İdeolocya Örgüsü (1968)
- Türkiye'nin Manzarası- Peisaj din Turcia (1968)
- Tanrı Kulundan Dinlediklerim I (1968)
- Tanrı Kulundan Dinlediklerim II (1968)
- Peygamber Halkası (1968)
- 1001 Çerçeve 1 (1968)
- 1001 Çerçeve 2 (1968)
- 1001 Çerçeve 3 (1968)
- 1001 Çerçeve 4 (1968)
- 1001 Çerçeve 5 (1968)
- Piyeslerim(Ulu Hakan/Yunus Emre/S. P. Adam)   (1969)
- Müdafaalarım (1969)
- Son Devrin Din Mazlumları (1969)
- Sosyalizm Komünizm ve İnsanlık (1969)
- Şiirlerim (1969)
- Benim Gözümde Menderes (1970)
- Yeniçeri (1970)
- Kanlı Sarık (1970)
- Hikayelerim (1970)
- Nur Harmanı (1970)
- Reşahat (1971)
- Senaryo Romanları (1972)
- Moskof (1973)
- Hazret (1973)
- Esselâm (1973)
- Hac (1973)
- Çile (Nihaî Tertib) (1974)
- Rabıta (1974)
- Başbuğ Velilerden 33 (Altun Silsile) (1974)
- O ve Ben (1974)
- Bâbıâli (1975)
- Hitabeler (1975)
- Mukaddes Emanet (1976)
- İhtilal (1976)
- Sahte Kahramanlar (1976)
- Veliler Ordusundan 333 (Halkadan Pırıltılar) (1976)
- Rapor 1 (1976)
- Rapor 2 (1976)
- Yolumuz, Halimiz, Çaremiz (1977)
- Rapor 3 (1977)
- İbrahim Ethem (1978)
- DOĞRU Yolun Sapık Kolları (1978)
- Rapor 4 (1979)
- Rapor 5 (1979)
- Rapor 6 (1979)
- Aynadaki Yalan (1980)
- Rapor 7 (1980)
- Rapor 8 (1980)
- Rapor 9 (1980)
- Rapor 10 (1980)
- Rapor 11 (1980)
- Rapor 12 (1980)
- Rapor 13 (1980)
- İman ve İslâm Atlası (1981)
- Batı Tefekkürü ve İslâm Tasavvufu (1982)
- Tasavvuf Bahçeleri (1983)
- Kafa Kâğıdı (1984)
- Hesaplaşma (1985)
- Dünya Bir İnkılâp Bekliyor (1985)
- Mümin (1986)
- Öfke Ve Hiciv (1988)
- Çerçeve 2 (1990)
- Konuşmalar (1990)
- Başmakalelerim 1 (1990)
- Çerçeve 3 (1991)
- Hücum Ve Polemik (1992)
- Başmakalelerim 2 (1995)
- Başmakalelerim 3 (1995)
- Çerçeve 4 (1996)
- Edebiyat Mahkemeleri (1997)
- Çerçeve 5 (1998)
- Hâdiselerin Muhasebesi 1 (1999)
- Püf Noktası (2000)
- Hâdiselerin Muhasebesi 1 (1999)
- Püf Noktası (2000)

## Vezi și
- Üstâd Necip Fazıl'a Dair, Kadir Mısıroğlu, Sebil Yayınevi